# ロサンゼルス・レイカーズのチーム記録
ロサンゼルス・レイカーズチーム記録はNBAのロサンゼルス・レイカーズのチーム記録である。
現役選手の記録も取り上げる。各部門のランク中、太字の（現役）は現在このチームに在籍していることを表す。
- 各部門のランク内では2024-2025シーズンまでの記録を反映している。

- 連勝 = 33(1971-72)

## 通算得点
1. 33,643　コービー・ブライアント
2. 25,192　ジェリー・ウェスト
3. 24,176　カリーム・アブドゥル＝ジャバー
4. 23,149　エルジン・ベイラー
5. 17,707　マジック・ジョンソン
6. 16,320　ジェームズ・ウォージー
7. 13,895　シャキール・オニール
8. 13,044　ゲイル・グッドリッチ
9. 12,780　バイロン・スコット
10. 11,146　レブロン・ジェームズ（現役）

## 通算リバウンド
1. 11,463　エルジン・ベイラー
2. 10,279　カリーム・アブドゥル＝ジャバー
3. 7,047　コービー・ブライアント
4. 6,559　マジック・ジョンソン
5. 6,524　ウィルト・チェンバレン
6. 6,090　シャキール・オニール
7. 5,940　ヴァーン・ミッケルセン
8. 5,632　A.C.グリーン
9. 5,571　ルディ・ラルッソ
10. 5,366　ジェリー・ウェスト

## 通算アシスト
1. 10,141　マジック・ジョンソン
2. 6,306　コービー・ブライアント
3. 6,238　ジェリー・ウェスト
4. 3,846　ノーム・ニクソン
5. 3,666　マイケル・クーパー
6. 3,652　カリーム・アブドゥル＝ジャバー
7. 3,650　エルジン・ベイラー
8. 3,376　レブロン・ジェームズ（現役）
9. 2,863　ゲイル・グッドリッチ
10. 2,791　ジェームズ・ウォージー

## 通算ブロック（73-74シーズンから）
1. 2,694　カリーム・アブドゥル＝ジャバー
2. 1,278　シャキール・オニール
3. 1,022　エルデン・キャンベル
4. 834　ブラデ・ディバッツ
5. 674　アンソニー・デイビス（現役）
6. 640　コービー・ブライアント
7. 628　アンドリュー・バイナム
8. 624　ジェームズ・ウォージー
9. 609　エルモア・スミス
10. 607　パウ・ガソル

## 通算スティール（73-74シーズンから）
1. 1,944　コービー・ブライアント
2. 1,724　マジック・ジョンソン
3. 1,041　ジェームズ・ウォージー
4. 1,038　バイロン・スコット
5. 1,033　マイケル・クーパー
6. 983　カリーム・アブドゥル＝ジャバー
7. 968　デレック・フィッシャー
8. 868　ノーム・ニクソン
9. 706　ジャマール・ウィルクス
10. 657　A.C.グリーン

## 出場試合
1. 1,346　コービー・ブライアント
2. 1,093　カリーム・アブドゥル＝ジャバー
3. 932　ジェリー・ウェスト
4. 926　ジェームズ・ウォージー
5. 915　デレック・フィッシャー
6. 906　マジック・ジョンソン
7. 873　マイケル・クーパー
8. 846　エルジン・ベイラー / バイロン・スコット
9. 735　A.C.グリーン
10. 699　ヴァーン・ミッケルセン

## 3ポイントシュート（NBAでは79-80より公式記録）成功
1. 1,827　コービー・ブライアント
2. 943　レブロン・ジェームズ（現役）
3. 846　デレック・フィッシャー
4. 750　ニック・ヴァン・エクセル
5. 595　バイロン・スコット
6. 593　ディアンジェロ・ラッセル（現役）
7. 522　ケンテイビアス・コールドウェル＝ポープ（現役）
8. 510　カイル・クーズマ（現役）
9. 493　オースティン・リーブス（現役）
10. 489　エディー・ジョーンズ

## フリースロー成功
1. 8,378　コービー・ブライアント
2. 7,160　ジェリー・ウェスト
3. 5,763　エルジン・ベイラー
4. 4,960　マジック・ジョンソン
5. 4,305　カリーム・アブドゥル＝ジャバー
6. 3,068　ジョージ・マイカン
7. 2,971　シャキール・オニール
8. 2,969　ヴァーン・ミッケルセン
9. 2,830　ゲイル・グッドリッチ
10. 2,447　ジェームズ・ウォージー

## 50得点以上
81得点
- コービー・ブライアント（vs TOR / 2006年1月22日）（NBA歴代2位）

71得点
- エルジン・ベイラー（vs NYK / 1960年11月15日）

66得点
- ウィルト・チェンバレン（vs PHX / 1969年2月9日）

65得点
- コービー・ブライアント（vs POR / 2007年3月16日）

64得点
- エルジン・ベイラー（vs BOS / 1959年11月8日）

63得点
- エルジン・ベイラー（vs PHW / 1961年12月8日）
- ジェリー・ウェスト（vs NYK / 1962年1月17日）

62得点
- コービー・ブライアント（vs DAL / 2005年12月20日）

61得点
- ジョージ・マイカン（vs ROC / 1952年1月20日）
- エルジン・ベイラー（vs BOS / 1962年4月14日）（プレーオフ・NBAファイナル記録）
- シャキール・オニール（vs LAC / 2000年3月6日）
- コービー・ブライアント（vs NYK / 2009年2月2日）

60得点
- ウィルト・チェンバレン（vs CIN / 1969年1月26日）
- コービー・ブライアント（vs MEM / 2007年3月22日）
- コービー・ブライアント（vs UTA / 2016年4月13日）（引退試合）

58得点
- コービー・ブライアント（vs CHA / 2006年12月29日）

57得点
- エルジン・ベイラー（vs DET / 1961年2月16日）

56得点
- エルジン・ベイラー（vs SYR / 1961年1月24日）
- コービー・ブライアント（vs MEM / 2002年1月14日）
- レブロン・ジェームズ（vs GSW / 2022年3月5日）

55得点
- エルジン・ベイラー（vs CIN / 1959年2月25日）（新人）
- コービー・ブライアント（vs WAS / 2003年3月28日）
- アンソニー・デイビス（vs WAS / 2022年12月4日）

53得点
- ジョージ・マイカン（vs BLB / 1949年2月26日）
- ジェリー・ウェスト（vs CIN / 1965年1月29日）
- ジェリー・ウェスト（vs BOS / 1969年4月23日）（プレーオフ）
- ゲイル・グッドリッチ（vs KCO / 1975年3月28日）
- コービー・ブライアント（vs HOU / 2006年12月15日）
- コービー・ブライアント（vs HOU / 2007年3月30日）
- コービー・ブライアント（vs MEM / 2008年3月28日）

52得点
- エルジン・ベイラー（vs DET / 1959年10月18日）
- エルジン・ベイラー（vs DET / 1960年11月20日）
- エルジン・ベイラー（vs STL / 1961年12月11日）
- エルジン・ベイラー（vs STL / 1961年12月13日）
- エルジン・ベイラー（vs PHW / 1961年12月29日）
- エルジン・ベイラー（vs SFW / 1962年12月15日）
- ジェリー・ウェスト（vs BAL / 1965年4月5日）（プレーオフ）
- コービー・ブライアント（vs HOU / 2003年2月18日）
- コービー・ブライアント（vs UTA / 2006年11月30日）
- コービー・ブライアント（vs DAL / 2008年3月2日）

51得点
- ジョージ・マイカン（vs NYK / 1949年3月13日）
- ジョージ・マイカン（vs ROC / 1950年1月14日）
- エルジン・ベイラー（vs DET / 1960年11月25日）
- エルジン・ベイラー（vs SFW / 1962年12月14日）
- ジェリー・ウェスト（vs CIN / 1965年12月3日）
- ジェリー・ウェスト（vs CIN / 1965年12月10日）
- コービー・ブライアント（vs GSW / 2000年12月6日）
- コービー・ブライアント（vs DEN / 2003年2月12日）
- コービー・ブライアント（vs SAC / 2006年1月19日）
- コービー・ブライアント（vs PHX / 2006年4月7日）
- レブロン・ジェームズ（vs MIA / 2018年11月18日）

50得点
- エルジン・ベイラー（vs SYR / 1961年12月4日）
- ジェリー・ウェスト（vs CIN / 1962年1月24日）
- ルディ・ラルッソ（vs STL / 1962年3月14日）
- エルジン・ベイラー（vs SYR / 1962年12月12日）
- エルジン・ベイラー（vs BOS / 1963年2月13日）
- セドリック・セバロス（vs MIN / 1994年12月20日）
- シャキール・オニール（vs NJN / 1998年4月2日）
- コービー・ブライアント（vs LAC / 2006年1月7日）
- コービー・ブライアント（vs POR / 2006年4月14日）
- コービー・ブライアント（vs PHX / 2006年5月4日）（プレーオフ）
- コービー・ブライアント（vs MIN / 2007年3月18日）
- コービー・ブライアント（vs NOK / 2007年3月23日）
- コービー・ブライアント（vs LAC / 2007年4月12日）
- コービー・ブライアント（vs SEA / 2007年4月15日）
- アンソニー・デイビス（vs MIN / 2019年12月8日）
- レブロン・ジェームズ（vs WAS / 2022年3月11日）

3試合以上連続で50得点以上を記録したのは、エルジン・ベイラー、コービー・ブライアントなど4人。（他はウィルト・チェンバレン、マイケル・ジョーダン）

## その他
- シーズン最多平均スタッツ
  - 得点：35.4　コービー・ブライアント（2005-06シーズン）
  - リバウンド：21.1　ウィルト・チェンバレン（1968-69シーズン）
  - アシスト：13.1　マジック・ジョンソン（1983-84シーズン）
  - スティール：3.4　マジック・ジョンソン（1980-81シーズン）
  - ブロック：4.9　エルモア・スミス（1973-74シーズン）
- シーズン最多通算スタッツ
  - 得点：2,832　コービー・ブライアント（2005-06シーズン）
  - リバウンド：1,712　ウィルト・チェンバレン（1968-69シーズン）
  - アシスト：989　マジック・ジョンソン（1990-91シーズン）
  - スティール：208　マジック・ジョンソン（1981-82シーズン）
  - ブロック：393　エルモア・スミス（1973-74シーズン）
- 新人最多平均スタッツ
  - 得点：24.9　エルジン・ベイラー（1958-59シーズン）
  - リバウンド：15.0　エルジン・ベイラー（1958-59シーズン）
  - アシスト：7.3　マジック・ジョンソン（1979-80シーズン）
- トリプル・ダブル達成回数（1979-80シーズンより公式記録）
  - 138回：マジック・ジョンソン
  - 49回：レブロン・ジェームズ
  - 26回：エルジン・ベイラー
  - 21回：コービー・ブライアント
  - 16回：ジェリー・ウェスト
  - 14回：ラッセル・ウェストブルック
  - 13回：カリーム・アブドゥル＝ジャバー
- プレーオフ1試合最多アシスト：24　マジック・ジョンソン
- プレーオフ通算最多アシスト： 2,346　マジック・ジョンソン
- カート・ランビスはNBAで珍しいメガネをかけた選手だった。
- シャキール・オニールによるフリースロー記録
  - 成功なしでの1試合最多フリースロー試投 11
  - プレーオフ1試合最多フリースロー試投 39
  - プレーオフ1ハーフ最多フリースロー試投 27
  - プレーオフ1クォーター最多フリースロー試投 25
  - シャキール・オニールはフリースローが苦手だったが、それに関する多くの記録を持っている。2000年のポートランド・トレイルブレイザーズ戦では「ハック・ア・シャック」に苦しめられたものの、試合終盤の重要な場面でフリースローを成功させた。そのため、「ハック・ア・シャック」に対するルール変更がシーズン後に行なわれなかった経緯がある。しかし、オニールのフリースロー成功率の低さは変わらず、マイアミ・ヒート移籍後のNBAファイナルでは、終盤にベンチを温める場面もあった。
- シーズン最高勝率：.841 69勝13敗（1971-72シーズン）（歴代3位）

## 主なアメリカ国籍以外の選手
- ペートゥル・グズムンドソン（アイスランド）
- マイカル・トンプソン（バハマ）
- ブラデ・ディバッツ（セルビア）
- リック・フォックス（カナダ）
- D・J・ベンガ（ベルギー）
- パウ・ガソル（スペイン）
- スティーブ・ナッシュ（カナダ）
- サーシャ・ブヤチッチ（スロベニア）
- 孫悦（中国）
- ルオル・デン（南スーダン、イギリス）
- ティモフェイ・モズコフ（ロシア）
- マルク・ガソル（スペイン）
- デニス・シュルーダー（ドイツ）
- ウィニエン・ガブリエル（南スーダン）
- トリスタン・トンプソン（カナダ）
- 八村塁（日本）
- クリスチャン・コロコ（カメルーン）
- ルカ・ドンチッチ（スロベニア）
- マキシ・クレバー（ドイツ）
- アレックス・レン（ウクライナ）